# دروازه درب کوشک (اصفهان)
دروازه درب کوشک واقع در محله درب کوشک اصفهان است. این محله، یکی از محله‌های قدیمی و معروف و مشهور اصفهان بوده که جابری انصاری این محله را از محلات بزرگ اصفهان می‌داند که در زمان سلاطین آق قویونلو محل دارالاماره آنان بوده و دربار و اندرون و کاخ‌های حکومتی آنان در این محله قرار داشته‌است.از آثار تاریخی این دروازه قدیمی می‌توان به شیر سنگی درب کوشک اشاره کرد که مشابه شیر سنگی‌های کنار پل خواجو است؛ با این تفاوت که سر یک بچه میان دست‌های این شیر قرار دارد البته معلوم نیست این سر بعدها به این مجسمه اضافه شده‌است یا از ابتدا ساخته شده‌است اما ظاهراً به عنوان نماد باروری استفاده گردیده‌است.